# 阿福的書店
阿福的書店（英語：A-Fu's Bookstore）是台灣小型獨立書店之一，由蕭文福於2000年5月15日創辦，坐落於新北市蘆洲區，原先開設於成功里永樂街31巷，後因房東不續租而遷至中原里中正路233號1樓現址，鄰近捷運三民高中站1號出口，步行約10分鐘，國立空中大學對面。
書店創辦之初，是為了提供附近社區的親子有空間可以閱讀、舉辦親子共讀讀書會，而展售的書籍大多以兒童繪本為主，致力推廣閱讀從小開始的理念。店長蕭文福於2014年2月16日因心肌梗塞辭世，後由妻子楊雪惠經營。